# 岩国のシロヘビ

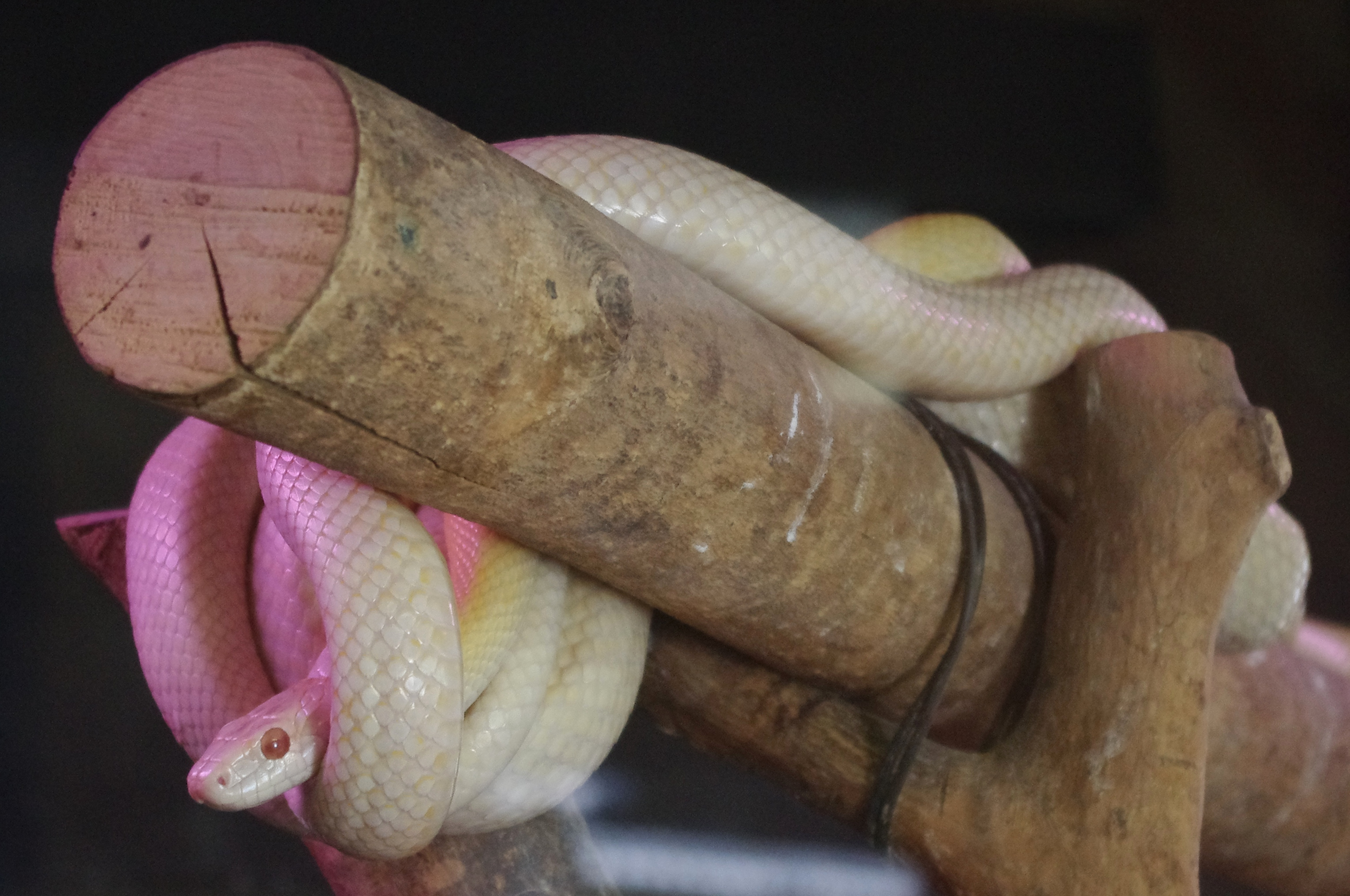
岩国のシロヘビ（2010年7月24日撮影）

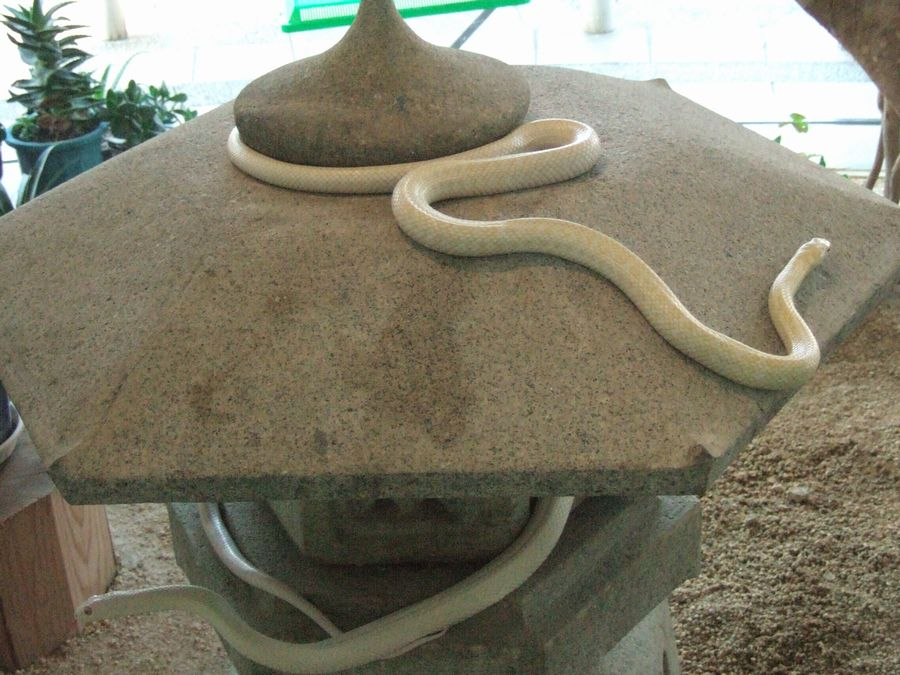
灯篭上の2頭（2006年12月22日撮影）

岩国のシロヘビ（いわくにのシロヘビ）は、山口県岩国市に生息する白蛇である。この白蛇は遺伝によって白化が子孫の代にも受け継がれている。日本国指定の天然記念物（1972年指定）。

## 白色の理由
アオダイショウが白化したもの（アルビノ）である。アルビノは、突然変異によってメラニン色素を合成できなくなった生物であり、劣性遺伝のため通常個体との間にできた次世代（ヘテロ個体）では通常体色である。また、体色が白くて目立つため天敵に捕食されやすい。一般には自然下ではアルビノの出現は稀であり、ハツカネズミやシロウサギのように、飼育下で系統をコントロールすることにより維持される。
岩国のシロヘビの場合、人間の飼育下ではないにもかかわらず、高い頻度でアルビノが出現していた。これは、地域の人々が昔からシロヘビを神の使いとして特別で大切なものと扱ってきたのが理由であろうといわれている。

## シロヘビについて

### 天然記念物指定
- 白ヘビが天然記念物に指定されたのは、1924年（大正13年）12月9日。当初は「白ヘビ生息地」として、今津地区（今津町）、麻里布地区（山手町など）および川下地区（旭町など）が生息地域として指定されたが、1972年（昭和47年）8月4日に「岩国のシロヘビ」という名称で生物としてのシロヘビ自体への指定替えとなった。
- 岩国市の中でも横山地区、今津町、山手町、旭町、車町、尾津町などで見られる。

- アオダイショウのアルビノ自体は、岩国市以外の日本各地からも報告されている。ただし、それらは自然界で累代繁殖した実績のあるものではない為、天然記念物の扱いにはならない。

### シロヘビの歴史
- シロヘビが目撃されたもっとも古い記録は、『岩邑年代記』（がんゆうねんだいき）にある、1738年（元文3年）に横山地区の千石原にあった吉川邸の城門付近での、門番による捕獲記録である。
- 『錦川志』（にしきがわし）の1862年（文久2年）の年に関する記述には、錦川下流にあたる、現在は山口県道113号南岩国停車場磯崎線の一部として今津川に架かる橋（寿橋）の一帯にあった、岩国藩の米倉に2頭のシロヘビが棲みついており、よく見かけるとある。
- この後、シロヘビは、今津地区の寿橋にあたる一帯に設置されていた岩国藩や毛利藩の米倉の米を狙うネズミを餌にして、繁殖していった。
- 1897年（明治30年）頃には、今津、川下、麻里府、室の木の各地区等、合わせて400ヘクタールの地域に棲んでいるといわれた。
- 1925年（大正14年）には、上記地域に1,000頭程度が棲んでいるといわれた。
- 1970年（昭和45年）頃までは、今津川寿橋周辺や、今津地区の対岸となる川下地区でよく姿を見かけた。

### シロヘビの現在
- 生息域内の都市化が進み、米倉、水路、石垣といったシロヘビの棲みかが次第になくなり、また、餌となるネズミが1945年（昭和20年）以降、伝染病対策として薬剤駆除の対象となったため、天然のシロヘビはその個体数を減らしている。そのため、1965年（昭和40年）3月以降、岩国市内の6か所にシロヘビの繁殖育成施設等を設けるなどの、保護策を講じている。保護活動の主体は、岩国市および一般財団法人岩国白蛇保存会である。
- 保護活動の庇護下（繁殖育成施設等の管理下）にあるシロヘビの数は、2005年（平成17年）6月の時点で943匹。毎年の平均で1,000匹前後であったが、2008年には782匹と減ってしまった。2009年、原因不明の胃腸炎の流行により24匹のシロヘビの死亡が確認された。

### シロヘビ観光

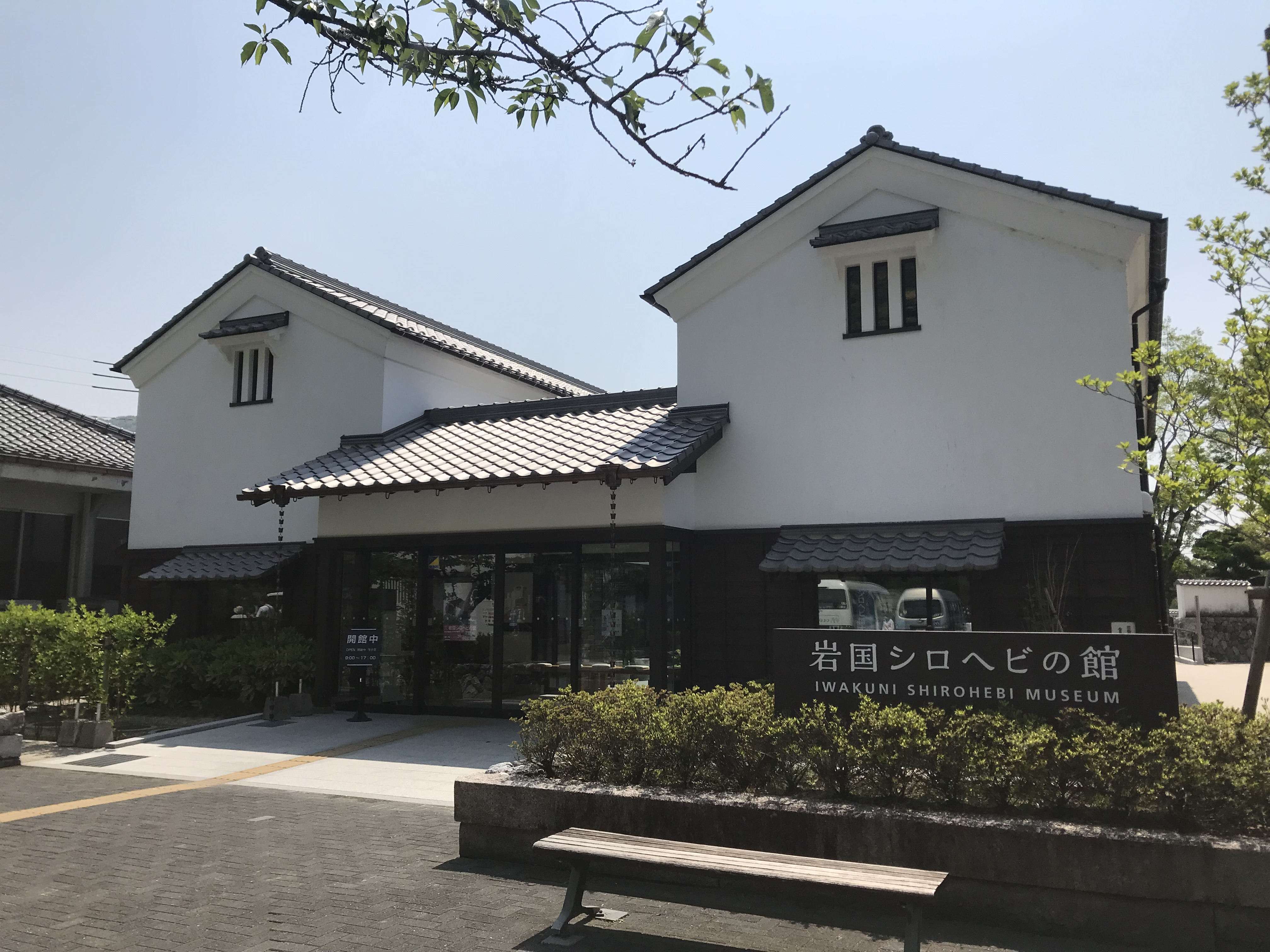
岩国シロヘビの館

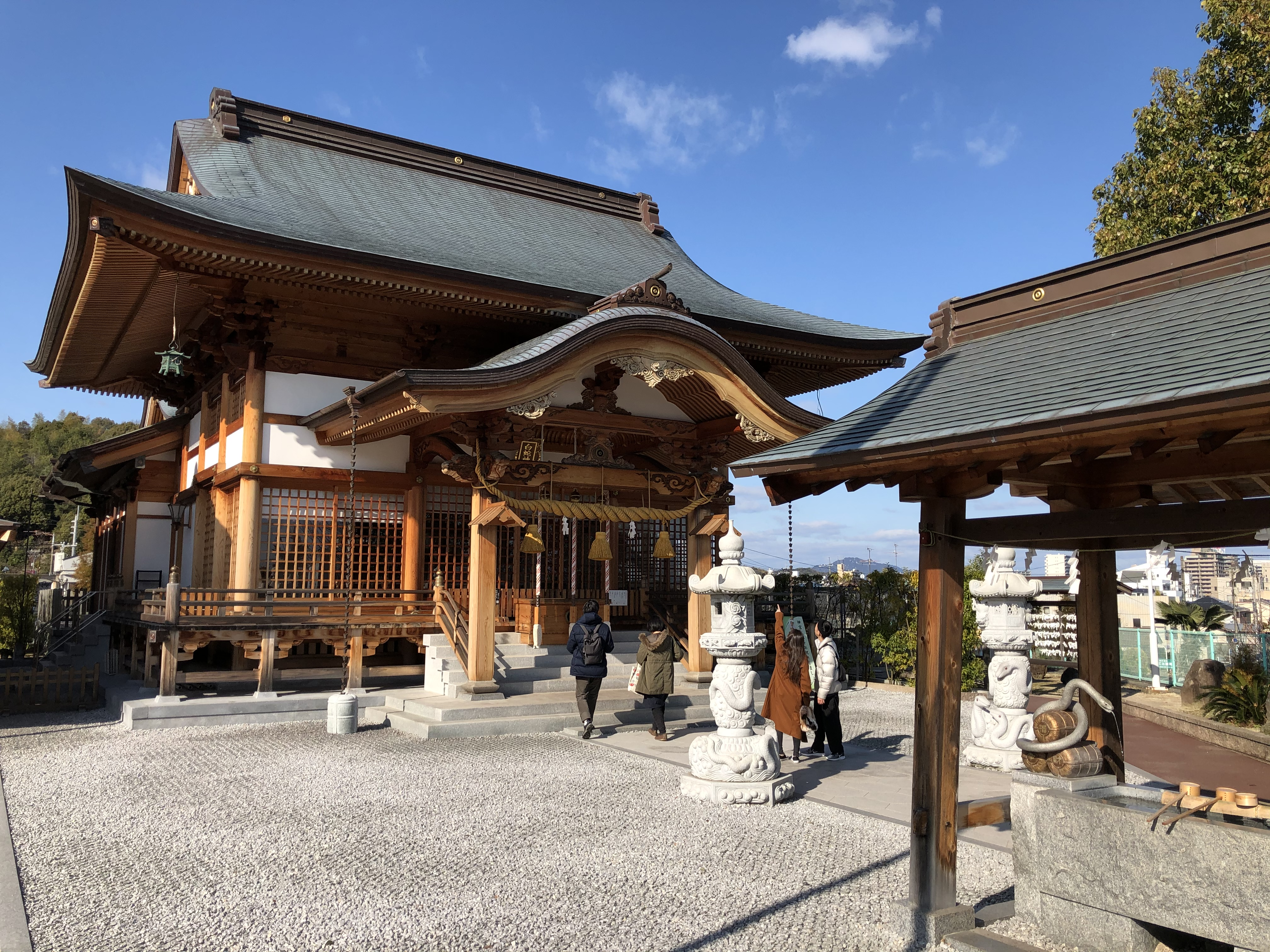
白蛇神社

- 岩国市今津町6丁目に、観光客用のシロヘビ観覧所（白蛇資料館）が一般財団法人岩国白蛇保存会により開設されている。隣接して白蛇神社もある観覧所への交通アクセスは、岩国駅の駅周辺の観光スポットにある項目：シロヘビ観覧所（白蛇資料館）を参照[1]。
- 岩国市横山地区にある吉香公園内にも、同じく観光客用のシロヘビ観覧所（岩国シロヘビの館）が存在する（横山2丁目6番）。交通アクセスは、同じく岩国駅の駅周辺の観光スポットにある項目：吉香公園を参照。（岩国城ロープウェイ「山麓駅」の近く。主要な路地から少し奥まっている。岩国藩家老・旧目加田家住宅も近く）
- 岩国駅の駅正面（西口）を出て右折すると、キャッシュコーナー（銀行ATM）を通り過ぎた場所に、「岩国のシロヘビ」に関する説明板が設置されている（1973年（昭和48年）2月28日付）。柵の中にあり、位置がわかり難いので注意。

## 伝承
白蛇を神として崇める風習が各地に残る。
一例としては、
- 白蛇の脱け殻（脱皮によるもの）を財布に入れておくと金運が舞い込む。
- 納屋や家屋に住み着くと、その家は栄える。